# Planina v Podbočju
Planina v Podbočju este o localitate din comuna Krško, Slovenia, cu o populație de 33 de locuitori.